# Бозой (плато)
Плато Бозой располагается с южной стороны пустыни Таукум, в междуречье Ащису и Курты. Средняя высота 400—500 м. Вытянуто с северо-запада на юго-восток на 45—50 км. Высшая точка — гора Казыбек (785 м.).
Плато образовано породами эпох верхнего карбона и нижней перми. Климат — континентальный, средняя температура января — (–10°С), июля — (+25°С), среднегодовое количество осадков 250—300 мл.  В период дождей со склонов горы Казыбек берут начало небольшие речки, летом пересыхающие.
Плато почти не заселено и используется как пастбище для выпаса сельскохозяйственных животных.